# Zoo di Napoli
Koordinaten: 40° 49′ 26″ N, 14° 10′ 50″ O

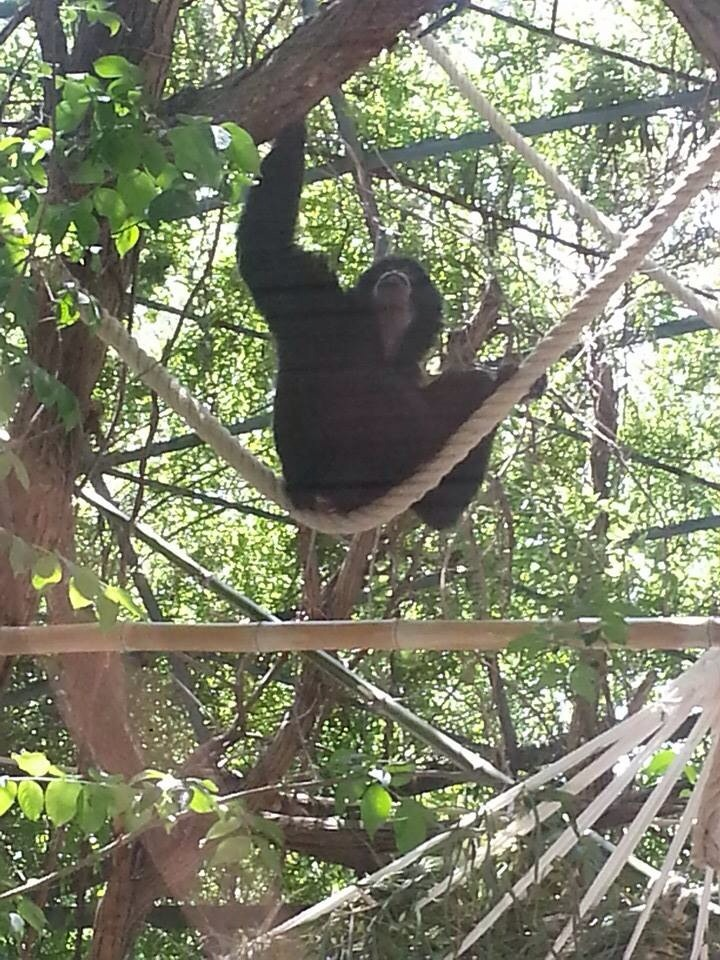
Siamang im Zoo di Napoli

Der Zoo di Napoli ist ein italienischer Zoo und Biopark. Er liegt im Stadtteil Fuorigrotta von Neapel und ist eine der wichtigsten Touristenattraktionen in den Phlegräischen Feldern. Er umfasst eine Fläche von 10 Hektar.

## Geschichte
Der Zoo von Neapel wurde 1940 als zweiter Zoologischer Garten (nach dem Bioparco Rom) in Italien gegründet, aber wegen des Zweiten Weltkriegs erst am 25. Oktober 1949 auf Betreiben von Franco Cuneo und Angelo Lombardi auf dem Gelände der Mostra d’Oltremare dauerhaft für die Öffentlichkeit zugänglich gemacht. Mehr als 25 Jahre galt er als bedeutende Forschungsstätte und erlangte europaweit Bekanntheit, da er zahlreiche seltene Tiere beherbergte und darüber hinaus eine wertvolle botanische Sammlung und ein künstlerisches Erbe von großem Interesse und Wert (dank der Arbeit des Architekten Luigi Piccinato) besaß. Zu den größten Errungenschaften des Tierparks gehören die Welterstzucht von Kap-Klippspringern, die europäische Erstzucht der Südlichen Giraffengazelle und des Königsgeiers (1966) sowie die italienische Erstzucht des Spitzmaulnashorns. Trotz seiner zweifellos bedeutenden Vergangenheit begann in den 1980er Jahren eine schwierige Phase in der Geschichte des Zoos. Aufgrund der Schulden, die die Betreibergesellschaft angehäuft hatte, war das Gelände von Vernachlässigung und Verfall betroffen, und der Zoo von Neapel wurde im September 2003 geschlossen. Unmittelbar nach der Schließung mussten im Zoo Tiere getötet werden, weil es an Futter, Platz und Wasser mangelte. Nach einer langen Zeit der Krise und Vernachlässigung wird der Zoo von der Gesellschaft Park and Leusure, der Eigentümerin des Freizeitparks Edenlandia, weitergeführt.
Im Laufe des Jahres 2009 kamen sowohl im Mai als auch im September mehrere Löwenbabys zur Welt. Nach diesen Geburten beteiligte sich der Zoo an dem Erhaltungszuchtprogramm zur Rettung der Asiatischen Löwen. Zudem führte er ein Zuchtprogramm für die Neopolitanische Ziege durch, eine alte Hausziegenrasse. Im Jahr 2008 starb die letzte Giraffe, die zu diesem Zeitpunkt im Zoo lebte, während der letzte Seelöwe im Jahr 2010 starb. Im Jahr 2011 scheiterte das Projekt, durch die Integration des Zoos mit Edenlandia einen großen Familienpark zu schaffen. Damit begann eine neue lange Periode der Vernachlässigung und des Verfalls, da es erneut an Futter für die Tiere und an Geld für den Betrieb der Einrichtung fehlte.
Am 2. Oktober 2013 übernahm der neapolitanische Unternehmer Francesco Floro Flores die Leitung und wandelte den Zoo in einen Biopark um. Anfang 2016 bekam der Park neue Giraffen, Elefanten, Flusspferde und ein Nilkrokodil.

## Wichtigste Anlagen des Zoos
Nach einem langen Restaurierungsprozess gestaltete der Zoo neue Bereiche, die den europäischen Qualitätsstandards entsprechen und im Zeitraum 2014 bis 2016 errichtet oder angepasst wurden. In den letzten Jahren wurden viele didaktische Aktivitäten für Kinder wieder aufgenommen. Es gab zahlreiche Geburten bei den Tieren sowie Neuzugänge aus anderen zoologischen Einrichtungen. Es sind mehrere Bereiche zu sehen, die zum Teil aus früheren Strukturen neu gestaltet wurden:
- Terrarium und Insektarium
- Südamerikanische Voliere
- Fossa-Gehege
- Brazzameerkatzen-Gehege
- Hütte des Wissens (Bildungsbereich)
- Verschiedene Lebensräume (Kängurus, Siamangs (in der ehemaligen Ara-Voliere), Lemuren, Robben, Tapire, Pampashasen, Bären usw.).
- Anlage für Sumatra-Tiger und Königstiger
- Anlage für Indische Elefanten
- Pädagogischer Bauernhof
- Savanne: Gnus, Kraniche, Zebras, Sitatungas, Flusspferde, Netzgiraffen, Antilopen usw.
- Krokodil-Bereich
- Bereich der afrikanischen Schildkröten
- Servalzone

Der Zoo hat das Programm Operation 2.0 ins Leben gerufen, um wissenschaftliche Forschungsprogramme durchzuführen und vom Aussterben bedrohte Arten zu erhalten, was eine Voraussetzung für eine Aufnahme in die European Association of Zoos and Aquaria ist.